# Martin Holscher
Martin Holscher (* 22. Dezember 1952) ist ein ehemaliger deutscher Fußballtorwart.

## Karriere
Der mit 191 Zentimeter groß gewachsene Holscher spielte als Jugendlicher für den Düsseldorfer SC 99, bevor er 1972 mit 19 Jahren den Wechsel in die Profimannschaft des Bundesligisten MSV Duisburg schaffte. Ernsthafte Aussichten auf Einsätze bestanden für den Schlussmann anfangs jedoch nicht, weswegen er im November desselben Jahres an den Regionalligisten SpVgg 07 Ludwigsburg verliehen wurde und am Saisonende mit diesem den Abstieg hinnehmen musste.
Im Sommer 1973 kehrte er nach Duisburg zurück, musste sich aber zunächst wieder mit einer Reservistenrolle begnügen. Zu seinem Erstligadebüt kam er, als der damals 21-Jährige am 19. Oktober 1974 gegen Rot-Weiss Essen in der 70. Minute für Dietmar Linders eingewechselt wurde. Im Mai 1975 stand er bei einer 1:2-Niederlage gegen den FC Bayern München zum ersten Mal von Beginn an auf dem Feld. Kurz darauf kam er zu seiner dritten und letzten Berücksichtigung in der Bundesliga. 1976 beendete er seine Laufbahn beim MSV.